# Weßling
Weßling – gmina w Niemczech, w kraju związkowym Bawaria, w rejencji Górna Bawaria, w regionie Monachium, w powiecie Starnberg. Leży około 10 km na północny zachód od Starnberga, przy autostradzie A96 i linii kolejowej Monachium – Herrsching am Ammersee.

## Demografia
Dane o ludności z 31 grudnia 2008:
| Opis                                | Ogółem | Ogółem | Kobiety | Kobiety | Mężczyźni | Mężczyźni |
| ----------------------------------- | ------ | ------ | ------- | ------- | --------- | --------- |
| Jednostka                           | osób   | %      | osób    | %       | osób      | %         |
| Populacja                           | 5168   | 100    | 2568    | 49,69   | 2600      | 50,31     |
| Wiek przedprodukcyjny (0–17 lat)    | 1028   | 19,89  | 478     | 9,25    | 550       | 10,64     |
| Wiek produkcyjny (18–65 lat)        | 3087   | 59,73  | 1544    | 29,88   | 1543      | 29,86     |
| Wiek poprodukcyjny (powyżej 65 lat) | 1053   | 20,38  | 546     | 10,57   | 507       | 9,81      |

## Polityka
Rada gminy składa się z 20 osób.
|      | CSU | SPD/Freie | Zieloni/PF | FW/PFWG | UWOH | CSU | FW | Razem |
| 2008 | –   | 5         | 3          | –       | –    | 6   | 6  | 20    |
| 2002 | 6   | 4         | 3          | 5       | 2    | –   | –  | 20    |